# 卡哈·卡拉泽
卡哈贝尔·“卡哈”·卡拉泽（羅馬化：Kakhaber "Kakha" Kaladze；1978年2月27日—），格鲁吉亚政治家、退役足球运动员。球员年代，卡拉泽曾长时间效力意甲豪门AC米兰，司职左后卫或者中后卫，也可以客串后腰。

## 俱乐部生涯
转会AC米兰之前，卡拉泽曾效力于第比利斯迪纳摩（1993年-1997年）和基辅迪纳摩（1998年-2000年）。卡拉泽为国家队出场超过50场，長期擔任队长。
卡拉泽转会AC米兰时的身价是1600万欧元，创造了格鲁吉亚足球史上的转会费纪录。加盟AC米兰的最初几年，原来是中后卫的卡拉泽一直被安排打左后卫，也曾踢过左中场；最近两个赛季卡拉泽开始打他的老位置。1993/94赛季时，16岁的卡拉泽就已经代表第比利斯迪纳摩出场，他的优异表现使基辅迪纳摩于1998年1月出资28万欧元将其买下。在乌克兰的两年半里，卡拉泽出场63次，引起了五大联赛球队的兴趣。加盟AC米兰后，卡拉泽尝试了多个位置，包括左后卫、左中场甚至后腰，最终选择了左后卫，与保罗·马尔蒂尼、内斯塔和科斯塔库塔组成红黑军团的后防线。2003年AC米兰获得欧洲冠军杯和意大利盃时，卡拉泽已经为球队出场46次。很不幸，卡拉泽在2003-2004赛季受了重伤。
卡拉泽伤病期间，马尔蒂尼从左后卫移到中后卫，而球队的左边锋塞尔吉尼奥也后撤至左边卫位置。2004-2005赛季，卡拉泽只在联赛及冠军杯中出场19次，球队也只获得联赛、冠军杯双亚军。此时的卡拉泽心灰意冷，曾寻求转会，切尔西曾对卡拉泽出价，但价格过低，被AC米兰拒绝。2005-2006赛季斯塔姆和马尔蒂尼相继受伤后，卡拉泽重新在中后卫位置上获得机会，与内斯塔一道铸成了坚固的后防线，曾连续五场不失一球。2005年夏季，卡拉泽与红黑军团续约至2010年，卡拉泽一度与内斯塔的搭档在意甲风生水起，但严重的膝伤让他在最后效力米兰的三年中长期远离赛场，2008年中做了大手术，随后2008/2009赛季无法上场。随着巴西中卫蒂亚戈·席尔瓦的加盟卡拉泽在球队中彻底失去了位置。
2010年8月，意甲热那亚俱乐部官方宣布，他们从AC米兰签下了格鲁吉亚后卫卡拉泽，双方将签订一份为期2年的合约。
2012年5月12日卡拉泽宣布赛季结束后正式挂靴。

## 国家队
卡拉泽1996年首次代表祖国出场，对手是塞浦路斯。由于国家队整体实力低下，卡拉泽虽然参加了1998年、2002年和2006年世界杯的预选赛以及2000年和2004年欧锦赛的预选赛，却从未晋级决赛圈。2001年卡拉泽的弟弟被绑架后他曾威胁退出国家队，但后来卡拉泽又回心转意，决定为国效力并于2001年至2002年连续两年被选为格鲁吉亚足球先生。2009年9月6日南非世界杯预选赛对阵意大利的比赛中，竟然连入两记乌龙球，一时成为球迷和媒体的讥讽对象。

## 其他
- 2001年，卡拉泽的弟弟列万（Levan）曾被绑架，绑匪索要60万美元的赎金。2005年5月6日，格鲁吉亚警方在境内的斯瓦涅季亚找到了八具尸体。2006年2月21日，在美国联邦调查局的帮助下，警方确认其中一具尸体是列万。2005-2006赛季冠军杯第一轮淘汰赛对阵拜仁慕尼黑的比赛中，当时的队友舍甫琴科把自己进的球献给了卡拉泽一家。

- 卡拉泽2003年获得两个冠军后，格鲁吉亚邮政局发行了一枚卡拉泽的纪念邮票。

- 2024年12月5日，乌克兰总统弗拉基米尔·泽连斯基宣布，乌克兰国家安全与国防事务委员会对卡拉泽实施制裁[2]。

## 政治生涯
- 在2012年格鲁吉亚议会选举中，反对派“格鲁吉亚梦想”以83席对67席的优势击败“统一民族运动”成为新的执政党。新任总理毕齐纳·伊万尼什维利任命党内重要人物前AC米兰球星卡拉泽为副总理及能源部部长。[3]

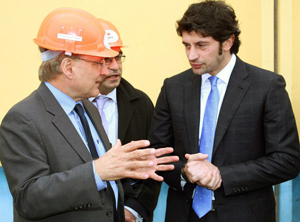